# Río Corda
El río Corda es un río brasileño que baña el estado del Maranhão. El río Corda era conocido como río "Capim", por existir mucha vegetación que se enganchaba a las embarcaciones en forma de cuerdas, de ahí el nombre del río. Tiene una cuenca hidrográfica de 4700 km² y nace en la sierra de la Canela, a casi  450 m de altitud, en un lugar actualmente localizado en el interior de una gran hacienda de nombre Agroserra (Formosa da Serra Negra), próxima a la ciudad de Fortaleza dos Nogueiras. Sus principales afluentes son los ríos Pau Grosso y Ourives y algunos riachuelos como los llamados Pintado, Estiva, Fundo, Baixão do Sabonete y Baixão Lagoa de Dentro.
Con sus aguas límpidas y rápidas, recorre aproximadamente 240 km. hasta confluir con el río Mearim, dentro del municipio de Barra do Corda.